# Мате Троянович
Мате Троянович (хорв. Mate Trojanović; нар. 20 травня 1930, Меткович, Хорватія — пом. 27 березня 2015, Марибор, Словенія) — югославський академічний веслувальник хорватського походження. Олімпійський чемпіон (1952).

## Життєпис
На літніх Олімпійських іграх 1952 року в Гельсінкі (Фінляндія) став олімпійським чемпіоном серед четвірок розпашних без стернового (з результатом 7:16.0).